# Seroglàzovo
Seroglàzovo (en rus: Сероглазово) és un poble (un possiólok) de l'óblast d'Astracan, a Rússia, segons el cens del 2010 tenia 490 habitants.